# 虐待罪
虐待罪，是指《中華人民共和國刑法》所規定的一种对虐待行为的罪名。是指对共同生活的家庭成员，经常以打骂、捆绑、禁闭、冻饿、限制自由、凌辱人格、不给治病或者强迫作过度劳动等方法，从肉体上和精神上进行摧残迫害，情节恶劣的行为，致使被害人重伤、死亡。
此罪名為中国刑法中妨害婚姻、家庭罪的一种。由于虐待罪包括了故意和过失致家庭成员重伤、死亡的两种情况，而仅处二年以上七年以下有期徒刑，远低于故意伤害罪、故意杀人罪的刑罚，轻纵罪犯:73，使之成为有争议的刑罚罪名。有学者认为，虐待罪的制定受中国传统封建家长制（五倫）影响。以该罪名，对夫妻、父母子女等人身依附关系的家庭暴力犯罪进行处罚，明显要比其他同类犯罪轻得多:23。

## 罪名相关
《中华人民共和国刑法》第二百六十条规定：“虐待家庭成员，情节恶劣的，处二年以下有期徒刑、拘役或者管制。犯前款罪，致使被害人重伤、死亡的，处二年以上七年以下有期徒刑。第一款罪，告诉的才处理，但被害人没有能力告诉，或者因受到强制、威吓无法告诉的除外。”
第二百六十条之一规定“对未成年人、老年人、患病的人、残疾人等负有监护、看护职责的人虐待被监护、看护的人，情节恶劣的，处三年以下有期徒刑或者拘役。单位犯前款罪的，对单位判处罚金，并对其直接负责的主管人员和其他直接责任人员，依照前款的规定处罚。有第一款行为，同时构成其他犯罪的，依照处罚较重的规定定罪处罚。”

## 争议
《中华人民共和国刑法》第二百六十条中，犯虐待罪“致使被害人重伤、死亡的”可有不同解读。有认为虐待罪即包括过失致人重伤或死亡的行为，也包括以虐待为目的而实施的故意重伤或致人死亡的行为。作者邬明安对认为虐待罪包括故意重伤或致人死亡行为的观点进行批驳，指与立法精神不相符。若将故意重伤或致人死亡的行为也作为虐待罪处理，会出现罪罚不适应的情况，轻纵罪犯。邬明安指出“如果行为人在实施虐待过程中又故意实施重伤或杀人行为，他就应负故意重伤罪和故意杀人罪的责任；如果故意重伤或杀人行为以外的虐待行为已构成虐待罪，则应按数罪并罚的原则处理，而不应按牵连犯或吸收犯的原则处理”:73。
司法实践中，在家庭成员之间发生故意重伤或致人死亡案件，仅被判定为虐待罪是为常见，如引起社会舆论关注的董姗姗被虐待致死案、方洋洋案。海南大学法学院副教授王琳文章提及广州市白云区生母、继父故意虐待、打死轻度智障儿子的案件，指若被打死的非其亲生子，这两人则可能被处以死刑。实际上，两人因家长身份仅被判有期徒刑三年和四年:23。2002年相关报道中，面对对施暴者是否存在量刑过轻的质疑，白云区法院有关人士解释称，两被告人行为虽然非常恶劣，并造成受害人死亡的严重后果，但该犯罪行为与故意杀人罪及故意伤害罪致人死亡有很大的区别，因为虐待罪的实施者不以杀人及故意伤害为目的，实施的对象也仅限于是家庭成员，故主观恶性不及故意伤人罪及故意伤害罪。